# Forget Paris
Pour plus de détails, voir Fiche technique et Distribution.
Forget Paris est un film américain réalisé par Billy Crystal, sorti en 1995.

## Synopsis
À Paris, Mickey, un arbitre de NBA tombe amoureux d'Ellen, qui travaille pour une compagnie aérienne.

## Fiche technique
- Titre : Forget Paris
- Réalisation : Billy Crystal
- Scénario : Billy Crystal, Lowell Ganz et Babaloo Mandel
- Musique : Marc Shaiman
- Photographie : Don Burgess
- Montage : Kent Beyda
- Production : Billy Crystal
- Société de production : Castle Rock Entertainment et Face Productions
- Société de distribution : UGC/Fox Distribution (France) et Columbia Pictures (États-Unis)
- Pays de production :  États-Unis
- Genre : Comédie romantique
- Durée : 101 minutes
- Dates de sortie : 
  - États-Unis : 19 mai 1995
  - France : 20 septembre 1995

## Distribution
- Billy Crystal : Mickey
- Debra Winger : Ellen
- Joe Mantegna : Andy
- Cynthia Stevenson : Liz
- Richard Masur : Craig
- Julie Kavner : Lucy
- William Hickey : Arthur
- Robert Costanzo : le serveur
- John Spencer : Jack
- Tom Wright (en) : Tommy
- Cathy Moriarty : Lois
- Johnny Williams : Lou
- Marv Albert : lui-même
- Bill Walton : lui-même
- Charles Barkley : lui-même
- David Robinson : lui-même
- Dan Majerle : lui-même
- Kevin Johnson : lui-même
- Paul Westphal : lui-même
- Sean Elliott : lui-même
- Patrick Ewing : lui-même
- Tim Hardaway : lui-même
- Kareem Abdul-Jabbar : lui-même
- Bill Laimbeer : lui-même
- Reggie Miller : lui-même
- Chris Mullin : lui-même
- Charles Oakley : lui-même
- Kurt Rambis : lui-même
- John Starks : lui-même
- Isiah Thomas : lui-même
- Spud Webb : lui-même
- Marques Johnson : lui-même
- Rush Limbaugh : lui-même
- David Sanborn : lui-même

### Voix
- Craig T. Nelson : Jeannin le Crocodile
- Jeremy Irons : Seguin le cheval
- Alec Baldwin : Marteau
- Jerry Goldsmith : Requin
- Bill Farmer : Lézard
- Jim Cummings : Ebenezer Scrooge

## Accueil
Derek Armstrong pour AllMovie a donné au film la note de 2,5/5